# Szamocin
Szamocin (niem. Samotschin) – miasto w woj. wielkopolskim, w powiecie chodzieskim, siedziba gminy miejsko-wiejskiej Szamocin. Miasto leży na pn. skraju Pojezierza Chodzieskiego, nad jez. Siekiera. Ośrodek usługowy, fabryka mebli, ogrodnictwo.
Według danych z 31 grudnia 2009 miasto liczyło 4258 mieszkańców.

## Położenie
Szamocin leży w północnej części województwa wielkopolskiego w powiecie chodzieskim nad jeziorami: Siekiera i Białym Jeziorem
. Miasto o powierzchni 4,5 km² zamieszkuje nieco ponad 4 tysiące mieszkańców. Położone jest na skrzyżowaniu dróg wojewódzkich: nr 190 (Krajenka – Wysoka – Margonin – Wągrowiec - Gniezno) oraz nr 191 (Chodzież – Mieczkowo). Do miasta można dojechać autobusami PKS-u lub linii prywatnych.

## Nazwa
Nazwa miasta po raz pierwszy wymieniona jest w łacińskim dokumencie z 1282 roku wydanym w Dłusku i sygnowanym przez Bogumiła z Górki wspominającego Jarosława z Szamocina, łac. "comite Iaroslao de Zamoczino". Zapis ten oddaje nazwę w pierwotnej postaci Samocino, utworzoną przy pomocy sufiksu dzierżawczego -ino od staropolskiej nazwy osobowej Samota.

## Historia
Pierwsza wzmianka o osadzie Szamoczino pochodzi z 1364 roku, jako wieś szlachecka wzmiankowana jest w 1367. W 1415 roku Szamocin jest w posiadaniu Nałęczów - Abrahama i Dobrogosta z Jaktorowa.
Następnie, w 1473 roku majątki szamocińskie przeszły w posiadanie Grocholskich herbu Topór z Grocholina pod Kcynią, od 1650 roku na własność rodu Baranowskich herbu Jastrzębiec z Baranowa koło Kruszwicy, a w 1700 roku dobra przeszły na własność rodu Bętkowskich z Bętkowic (Będkowic?) koło Ojcowa.
W 1748 nastąpiło nadanie praw miejskich na prawie magdeburskim. Od 1750 roku Szamocin przeszedł na własność Leona Raczyńskiego, kasztelana santockiego. W 1772 roku Szamocin został wcielony do Prus. W 1807 roku staje się częścią Księstwa Warszawskiego, a w 1815 roku staje się z kolei częścią Księstwa Poznańskiego.

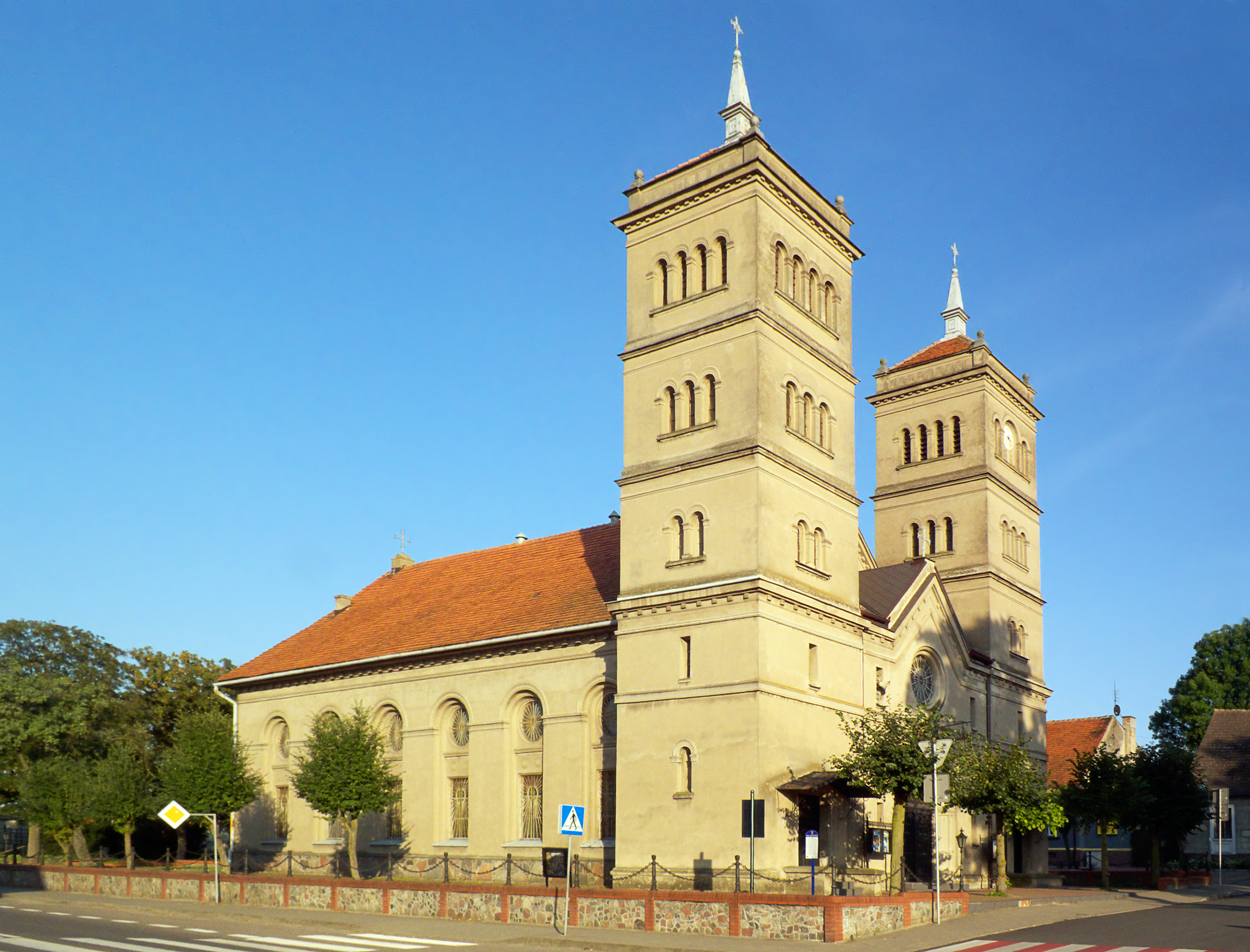
Kościół pw. św.Piotra i Pawła I poł. XIX w.

W XVIII - XIX w. ośrodek sukiennictwa. Po odbudowie z wielkiego pożaru w 1840, następuje dalszy rozwój miasta: w 1868 magistrat urządza stację telegraficzną, od 1895 roku działa w mieście Ochotnicza Straż Pożarna, a w roku 1908 Szamocin uzyskał połączenie kolejowe z Chodzieżą i Gołańczą.
Mieszkańcy miasta wzięli udział w powstaniu wielkopolskim 1918-1919. W 1919 roku wojska gen. Hallera wkroczyły do miasta. W 1920 wojewoda poznański mianuje pierwszą radę miejską. W 1921 roku wojska pruskie opuściły miasto. W tym samym roku powstaje Towarzystwo Gimnastyczne "Sokół", a rok później chór im. Paderewskiego.
W 1939 roku rozpoczęła się okupacja miasta przez wojska III Rzeszy, która trwała do roku 1945. W latach 1943–1945 nazwę miasta, dla zatarcia słowiańskiego pochodzenia, zmieniono na Fritzenstadt.
W roku 1952 otwarto Państwowy Dom Dziecka, a w 1985 roku szkoła podstawowa w Szamocinie otrzymała imię Marii Konopnickiej. W roku 1993 odsłonięto odbudowany Pomnik Wolności.
W 1948 roku Szamocin obchodził 200-lecie nadania praw miejskich, a w 1965 roku 600-lecie swego istnienia. W 1998 roku obchodzono 250-lecie nadania praw miejskich.
Reforma administracyjna z 1975 roku umieściła Szamocin w nowo powstałym województwie pilskim, natomiast w wyniku reformy z 1999 roku miasto znalazło się w województwie wielkopolskim. 

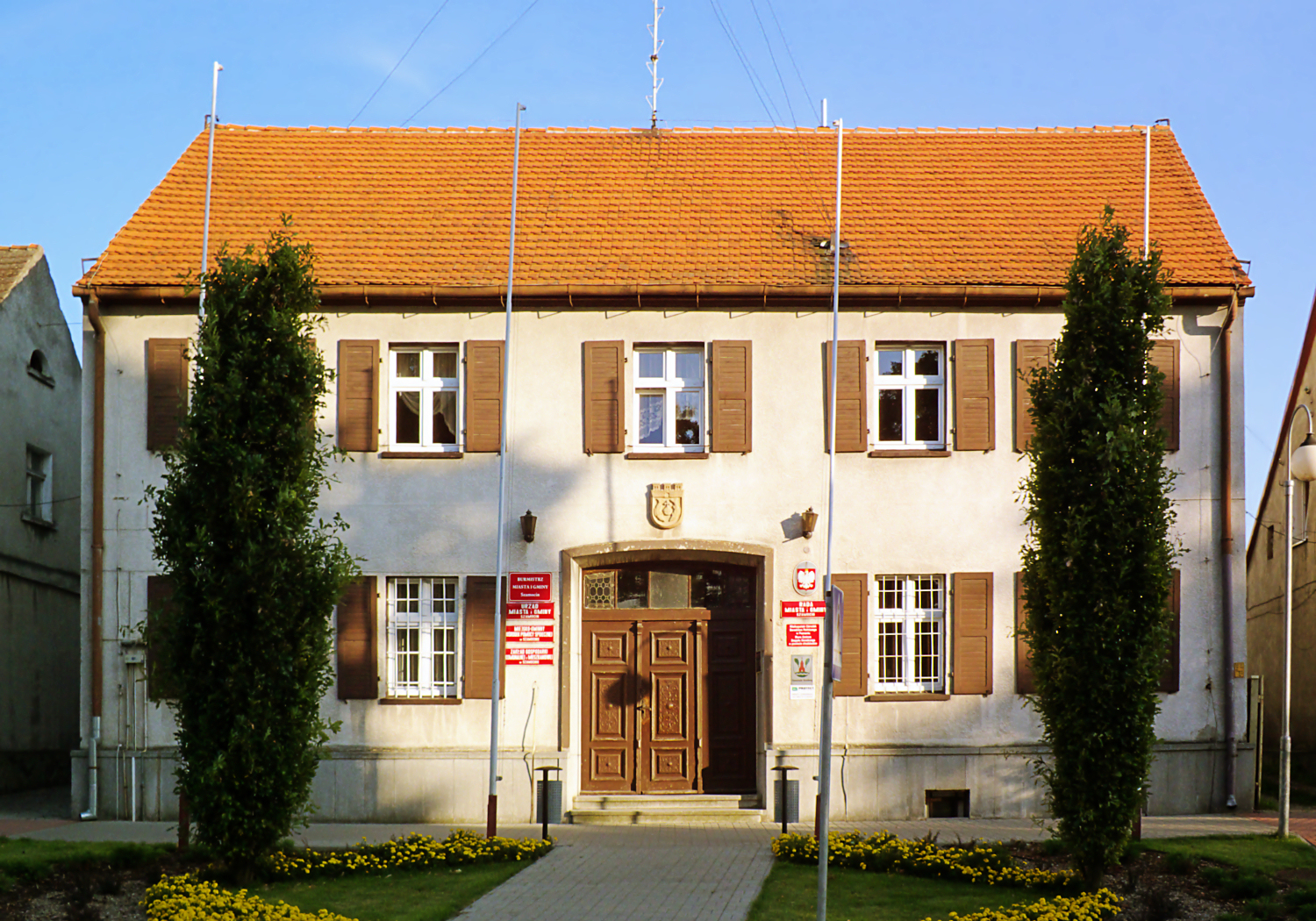
Ratusz
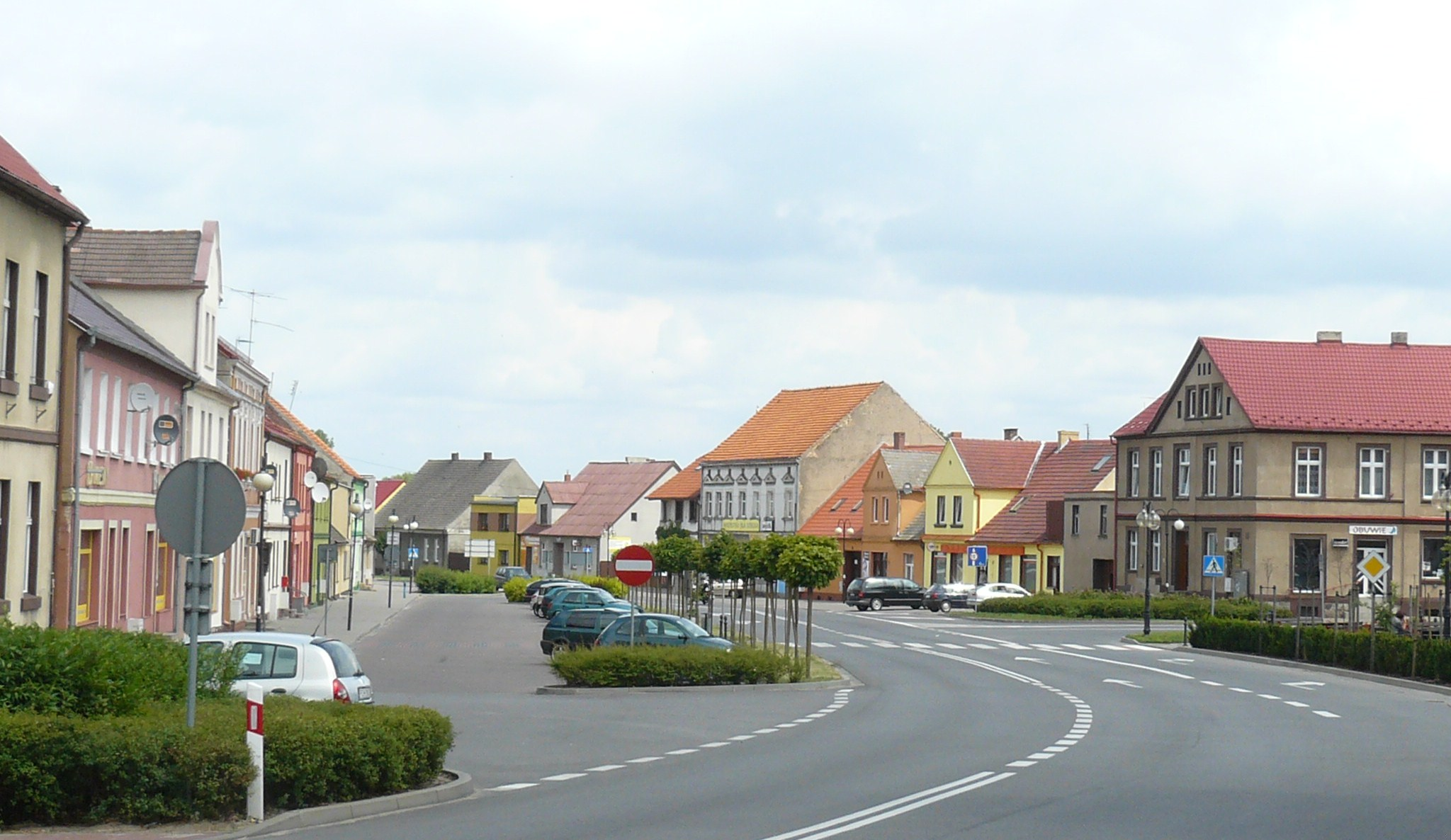
Rynek
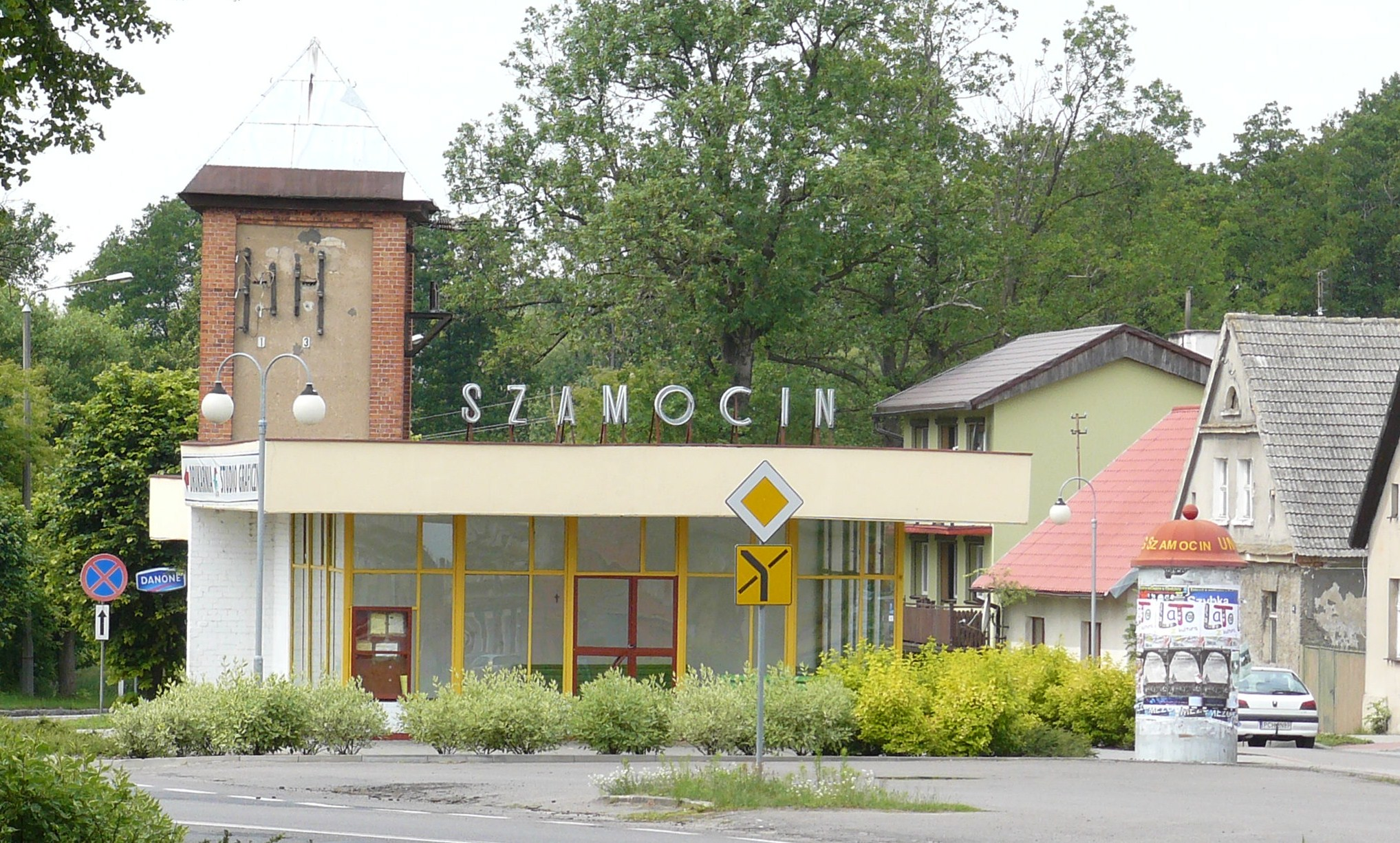
Plac Wolności - przystanek autobusowy

## Demografia

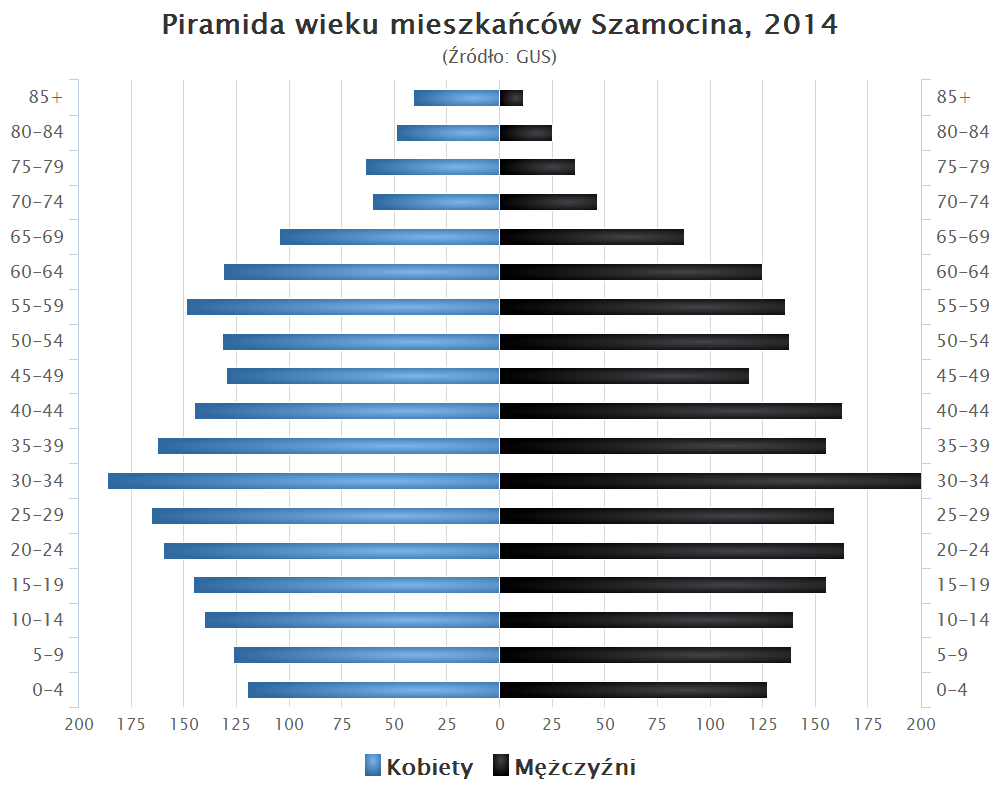
Piramida wieku mieszkańców Szamocina w 2014 roku

## Zabytki
Do zabytków należą:

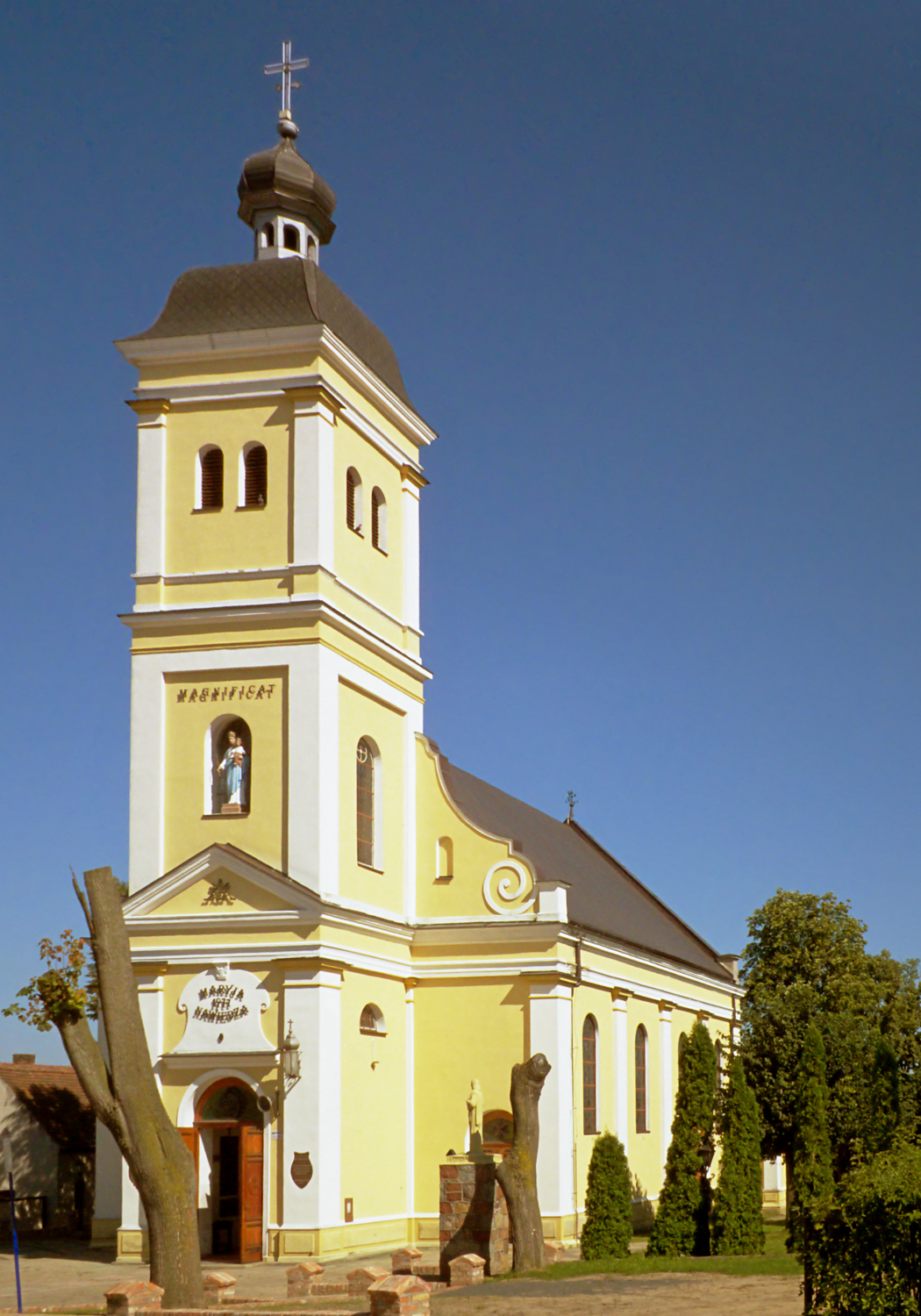
Kościół parafialny pw. Najświętszej Maryi Panny Wspomożycielki Wiernych

- Kościół śś. Piotra i Pawła – z elementami stylów klasycystycznego i neoromańskiego, postawiony w I połowie XIX wieku. Obiekt poewangelicki.
- Kościół parafialny pw. Najświętszej Maryi Panny Wspomożycielki Wiernych – budynek postawiony na początku XX wieku w stylu pseudobarokowym.
- Spichlerz zbożowy – pochodzi z I połowy XIX wieku. Jest to budynek szachulcowy, podpiwniczony.
- Domki sukienników z XVIII i XIX wieku.
- Ratusz - siedziba Urzędu Miasta i Gminy z około 1887 roku.

## Współpraca międzynarodowa
Miasta i gminy partnerskie:
- Grasberg (Niemcy)[potrzebny przypis]
- Suso (Dania) - współpraca zakończyła się w 2007 roku po likwidacji gminy Suso w wyniku reformy administracyjnej w Danii
- Złoty Stok (Polska)